# Diocesi di Governador Valadares
La diocesi di Governador Valadares (in latino: Dioecesis Valadarensis) è una sede della Chiesa cattolica in Brasile suffraganea dell'arcidiocesi di Mariana. Nel 2021 contava 306.000 battezzati su 512.317 abitanti. È retta dal vescovo Antônio Carlos Félix.

## Territorio
La diocesi comprende 32 comuni nella parte orientale dello stato brasiliano di Minas Gerais: Governador Valadares, Açucena, Aimorés, Alpercata, Alvarenga, Capitão Andrade, Conselheiro Pena, Coroaci, Cuparaque, Divino das Laranjeiras, Engenheiro Caldas, Fernandes Tourinho, Galiléia, Goiabeira, Gonzaga, Itanhomi, Itueta, Marilac, Mathias Lobato, Nacip Raydan, Naque, Periquito, Resplendor, Santa Efigênia de Minas, Santa Rita do Itueto, São Geraldo da Piedade, São Geraldo do Baixio, São José da Safira, Sardoá, Sobrália, Tumiritinga e Virgolândia.
Sede vescovile è la città di Governador Valadares, dove si trova la cattedrale di Sant'Antonio di Padova.
Il territorio si estende su una superficie di 14.588 km² ed è suddiviso in 53 parrocchie.

## Storia
La diocesi è stata eretta il 1º febbraio 1956 con la bolla Rerum usu di papa Pio XII, ricavandone il territorio dall'arcidiocesi di Diamantina e dalle diocesi di Araçuaí e di Caratinga.
Il 24 maggio 1985 ha ceduto una porzione del suo territorio a vantaggio dell'erezione della diocesi di Guanhães.
Il 20 gennaio 2016 ha acquisito il comune di São José da Safira dalla medesima diocesi di Guanhães.

## Cronotassi dei vescovi
Si omettono i periodi di sede vacante non superiori ai 2 anni o non storicamente accertati.
- Hermínio Malzone Hugo † (29 gennaio 1957 - 7 dicembre 1977 dimesso)
- José Goncalves Heleno † (7 dicembre 1977 succeduto - 25 aprile 2001 dimesso)
- Werner Franz Siebenbrock, S.V.D. † (19 dicembre 2001 - 6 marzo 2014 ritirato)
- Antônio Carlos Félix, dal 6 aprile 2014

## Statistiche
La diocesi nel 2021 su una popolazione di 512.317 persone contava 306.000 battezzati, corrispondenti al 59,7% del totale.
| anno | popolazione | popolazione | popolazione | presbiteri | presbiteri | presbiteri | presbiteri                | diaconi | religiosi | religiosi | parrocchie |
| anno | battezzati  | totale      | %           | numero     | secolari   | regolari   | battezzati per presbitero | diaconi | uomini    | donne     | parrocchie |
| ---- | ----------- | ----------- | ----------- | ---------- | ---------- | ---------- | ------------------------- | ------- | --------- | --------- | ---------- |
| 1965 | 490.000     | 510.000     | 96,1        | 35         | 13         | 22         | 14.000                    |         | 22        | 55        | 26         |
| 1970 | 488.600     | 500.000     | 97,7        | 48         | 10         | 38         | 10.179                    | 1       | 43        | 61        | 31         |
| 1976 | 445.000     | 510.000     | 87,3        | 40         | 9          | 31         | 11.125                    | 2       | 35        | 44        | 32         |
| 1980 | 496.000     | 591.000     | 83,9        | 35         | 8          | 27         | 14.171                    | 1       | 30        | 47        | 32         |
| 1990 | 419.000     | 480.000     | 87,3        | 37         | 14         | 23         | 11.324                    | 1       | 25        | 34        | 30         |
| 1999 | 420.000     | 500.000     | 84,0        | 45         | 29         | 16         | 9.333                     |         | 16        | 32        | 32         |
| 2000 | 415.000     | 500.000     | 83,0        | 44         | 29         | 15         | 9.431                     |         | 15        | 30        | 34         |
| 2001 | 386.000     | 464.977     | 83,0        | 48         | 32         | 16         | 8.041                     |         | 16        | 38        | 36         |
| 2002 | 390.000     | 469.944     | 83,0        | 45         | 28         | 17         | 8.666                     |         | 17        | 37        | 40         |
| 2003 | 390.000     | 469.944     | 83,0        | 44         | 30         | 14         | 8.863                     | 1       | 14        | 37        | 39         |
| 2004 | 350.000     | 500.000     | 70,0        | 56         | 38         | 18         | 6.250                     |         | 21        | 24        | 41         |
| 2006 | 359.000     | 513.000     | 70,0        | 53         | 43         | 10         | 6.773                     |         | 13        | 36        | 44         |
| 2013 | 390.000     | 555.000     | 70,3        | 103        | 84         | 19         | 3.786                     | 28      | 19        | 30        | 76         |
| 2016 | 399.000     | 569.000     | 70,1        | 70         | 55         | 15         | 5.700                     | 26      | 16        | 28        | 53         |
| 2019 | 408.000     | 582.400     | 70,1        | 65         | 55         | 10         | 6.276                     | 25      | 14        | 20        | 53         |
| 2021 | 306.000     | 512.317     | 59,7        | 72         | 60         | 12         | 4.250                     | 24      | 17        | 19        | 53         |